# International Student Exchange Program
L'International Student Exchange Program è un network internazionale che incoraggia gli scambi di studenti in tutto il mondo. È stato fondato nel 1979 ed ha coinvolto più di 37.000 studenti.

## Programmi
- ISEP-Exchange
- ISEP-Direct
- ISEP-Summer